# Luksemburg na Letnich Igrzyskach Olimpijskich 2020
Luksemburg na Letnich Igrzyskach Olimpijskich 2020 – kadra sportowców reprezentujących Luksemburg na igrzyskach w 2020 roku w Tokio. Kadra liczyła 12 sportowców występujących w 7 dyscyplinach. Podczas ceremonii otwarcia chorążymi reprezentacji byli kolarka Christine Majerus oraz pływak Raphaël Stacchiotti.

## Reprezentanci

### Jeździectwo

#### Ujeżdżenie
| Zawodnik                | Koń                | Konkurencja   | Grand Prix | Grand Prix | Grand Prix Freestyle | Grand Prix Freestyle | Pozycja | Źródło |
| Zawodnik                | Koń                | Konkurencja   | Rezultat   | Pozycja    | Rezultat             | Pozycja              | Pozycja | Źródło |
| ----------------------- | ------------------ | ------------- | ---------- | ---------- | -------------------- | -------------------- | ------- | ------ |
| Nicolas Wagner Ehlinger | Quater Back Junior | indywidualnie | 70,512     | 25.        | NQ                   | NQ                   | 25.     | [ 3 ]  |

### Kolarstwo

#### Kolarstwo szosowe
Kobiety
| Zawodniczka       | Konkurencja                | Czas     | Pozycja | Źródło |
| ----------------- | -------------------------- | -------- | ------- | ------ |
| Christine Majerus | jazda indywidualna na czas | 34:34,13 | 21.     | [ 4 ]  |
| Christine Majerus | wyścig ze startu wspólnego | 3:55:13  | 20.     | [ 5 ]  |

Mężczyźni
| Zawodnik      | Konkurencja                | Czas    | Pozycja | Źródło |
| ------------- | -------------------------- | ------- | ------- | ------ |
| Kevin Geniets | wyścig ze startu wspólnego | 6:15:38 | 37.     | [ 6 ]  |
| Michel Ries   | wyścig ze startu wspólnego | 6:21:46 | 73.     | [ 6 ]  |

### Lekkoatletyka

#### Mężczyźni
Konkurencje biegowe
| Zawodnik        | Konkurencja    | Eliminacje | Eliminacje | Półfinał | Półfinał | Finał    | Finał   | Pozycja | Źródło            |
| Zawodnik        | Konkurencja    | Rezultat   | Pozycja    | Rezultat | Pozycja  | Rezultat | Pozycja | Pozycja | Źródło            |
| --------------- | -------------- | ---------- | ---------- | -------- | -------- | -------- | ------- | ------- | ----------------- |
| Charles Grethen | Bieg na 1500 m | 3:41,90    | 31. Q      | 3:32,86  | 7. q     | 3:36,80  | 12.     | 12.     | [ 7 ] [ 8 ] [ 9 ] |

Konkurencje techniczne
| Zawodnik     | Konkurencja    | Eliminacje | Eliminacje | Finał    | Finał   | Pozycja | Źródło |
| Zawodnik     | Konkurencja    | Rezultat   | Pozycja    | Rezultat | Pozycja | Pozycja | Źródło |
| ------------ | -------------- | ---------- | ---------- | -------- | ------- | ------- | ------ |
| Bob Bertemes | Pchnięcie kulą | 20,16      | 21.        | NQ       | NQ      | 21.     | [ 10 ] |

### Łucznictwo
| Zawodnik      | Konkurencja       | Runda rankingowa | Runda rankingowa | 1/32             | 1/16             | 1/8              | Ćwierćfinały     | Półfinały        | Finał            | Pozycja | Źródło               |
| Zawodnik      | Konkurencja       | Wynik            | Pozycja          | Przeciwnik Wynik | Przeciwnik Wynik | Przeciwnik Wynik | Przeciwnik Wynik | Przeciwnik Wynik | Przeciwnik Wynik | Pozycja | Źródło               |
| ------------- | ----------------- | ---------------- | ---------------- | ---------------- | ---------------- | ---------------- | ---------------- | ---------------- | ---------------- | ------- | -------------------- |
| Jeff Henckels | indywidualnie (m) | 646              | 55.              | Gazoz P 0-6      | NQ               | NQ               | NQ               | NQ               | NQ               | 33.     | [ 11 ] [ 12 ] [ 13 ] |

### Pływanie
Kobiety
| Zawodniczka  | Konkurencja        | Eliminacje | Eliminacje | Półfinał | Półfinał | Finał | Finał   | Pozycja | Źródło |
| Zawodniczka  | Konkurencja        | Czas       | Miejsce    | Czas     | Miejsce  | Czas  | Miejsce | Pozycja | Źródło |
| ------------ | ------------------ | ---------- | ---------- | -------- | -------- | ----- | ------- | ------- | ------ |
| Julie Meynen | 50 m st. dowolnym  | 25,36      | 25.        | NQ       | NQ       | NQ    | NQ      | 25.     | [ 14 ] |
| Julie Meynen | 100 m st. dowolnym | 55,69      | 32.        | NQ       | NQ       | NQ    | NQ      | 32.     | [ 15 ] |

Mężczyźni
| Zawodnik            | Konkurencja        | Eliminacje | Eliminacje | Półfinał | Półfinał | Finał | Finał   | Pozycja | Źródło |
| Zawodnik            | Konkurencja        | Czas       | Miejsce    | Czas     | Miejsce  | Czas  | Miejsce | Pozycja | Źródło |
| ------------------- | ------------------ | ---------- | ---------- | -------- | -------- | ----- | ------- | ------- | ------ |
| Raphaël Stacchiotti | 200 m st. zmiennym | 2:03,17    | 42.        | NQ       | NQ       | NQ    | NQ      | 42.     | [ 16 ] |

### Tenis stołowy
Kobiety
| Zawodniczka    | Konkurencja | Eliminacje       | Runda 1                | Runda 2           | Runda 3          | 1/8 finału       | Ćwierćfinały     | Półfinały        | Finał            | Pozycja | Źródło |
| Zawodniczka    | Konkurencja | Przeciwnik Wynik | Przeciwnik Wynik       | Przeciwnik Wynik  | Przeciwnik Wynik | Przeciwnik Wynik | Przeciwnik Wynik | Przeciwnik Wynik | Przeciwnik Wynik | Pozycja | Źródło |
| -------------- | ----------- | ---------------- | ---------------------- | ----------------- | ---------------- | ---------------- | ---------------- | ---------------- | ---------------- | ------- | ------ |
| Sarah de Nutte | singiel     | BYE              | Polina Trifonova P 3:4 | NQ                | NQ               | NQ               | NQ               | NQ               | NQ               | 65.-81. | [ 17 ] |
| Ni Xialian     | singiel     | BYE              | BYE                    | Shin Yu-bin P 3:4 | NQ               | NQ               | NQ               | NQ               | NQ               | 33.-64. | [ 17 ] |

### Triathlon
| Zawodnik       | Konkurencja | Pływanie (1,5 km) | Zmiana 1 | Jazda na rowerze (40 km) | Zmiana 2 | Bieg (10 km) | Czas    | Pozycja | Źródło |
| -------------- | ----------- | ----------------- | -------- | ------------------------ | -------- | ------------ | ------- | ------- | ------ |
| Stefan Zachäus | mężczyźni   | 17:56             | 0:39     | 56:29                    | 0:32     | 36:45        | 1:41:21 | 44.     | [ 18 ] |